# Hassanpur
Hassanpur là một thành phố và là nơi đặt ủy ban đô thị (municipal committee) của quận Faridabad thuộc bang Haryana, Ấn Độ.

## Nhân khẩu
Theo điều tra dân số năm 2001 của Ấn Độ, Hassanpur có dân số 9089 người. Phái nam chiếm 54% tổng số dân và phái nữ chiếm 46%. Hassanpur có tỷ lệ 52% biết đọc biết viết, thấp hơn tỷ lệ trung bình toàn quốc là 59,5%: tỷ lệ cho phái nam là 62%, và tỷ lệ cho phái nữ là 42%. Tại Hassanpur, 18% dân số nhỏ hơn 6 tuổi.